# Казімеж Марцінкевич
Казі́меж Марцінке́вич, іноді Казимир Марцинкевич (пол. Kazimierz Marcinkiewicz; нар. 20 грудня 1959, Гожув-Великопольський, Любуське воєводство, ПНР) — польський  політик, в 2005–2006 прем'єр-міністр в уряді партії «Право і справедливість», членом якої він є.

## Біографія
За освітою фізик. Освіту здобув у Вроцлавському університеті і Університеті імені Адама Міцкевича у Познані.
Працював учителем у Гожув-Великопольському. Брав участь в «Солідарності».
Був віце-міністром освіти, депутатом парламенту.
Коли після перемоги партії «Право і справедливість» на парламентських виборах 2005 року прем'єром був несподівано призначений Марцинкевич, а не лідер «ПіС» і брат президента Ярослав Качинський.
У 2006 році балотувався на посаду мера Варшави, у другому турі програв Ханні Гронкевич-Вальц.